# De stamhouder. Een familiekroniek
 De stamhouder. Een familiekroniek  is een journalistiek verslag door Alexander Münninghoff uit 2014. Het verhaal is toegespitst op zijn opa (De Oude Heer), zijn vader Frans en de overige familieleden. Maar bovendien vertelt hij zijn eigen verhaal mede op grond van gevonden stukken in het familiearchief als de stamhouder. Het boek bevat 3 delen en 44 hoofdstukken.

## Samenvatting
Stamvader Joan(nes) Münninghoff, geboren 16 augustus 1887 te Laren, maakt tijdens de Eerste Wereldoorlog fortuin met  kustvaart in de Oostzee. Na de oorlog vestigt hij zich te Riga en wordt tot zijn vertrek in 1939 een echte oligarch. Hij trouwt met een Russische gravin. Door het Molotov-Ribbentroppact ziet hij zich gedwongen heel veel armer maar nog steeds vermogend naar Nederland terug te keren. Hij woonde zijn tweede periode in Nederland in een aangekochte villa aan de Laan van Nieuw Oosteinde 125 te  Voorburg. Op het balkon schilderde hij zijn wens "Briva Latvija" en in de kelder sloeg hij in 1939 met vooruitziende blik voor 5 jaar cornedbeef op. Tijdens de oorlog had hij goede contacten met de Britse en Duitse geheime diensten. Hij sterft op 23 januari 1954 te Voorburg, 17 jaar nadat bij hem al keelkanker was geconstateerd.
De eerstgeboren zoon Frans/Franz, geboren 19 juli 1920 te Riga, wordt als twaalfjarige jongen in 1932 vanuit Letland naar het katholieke deel van Nederland gestuurd. Hij minacht het geboorteland van zijn vader en voelt zich een Duitse Let. Bovendien heeft hij een Russische moeder en vrouw die de Sovjets haten. Hij sluit zich vrijwillig aan bij de Waffen-SS om Letland te bevrijden. Als tolk werkt hij zich aan het front op tot een slimme sergeant, die ettelijke keren aan de dood ontsnapt. Hij ontvangt de onderscheiding van het IJzeren Kruis, waarmee zijn vader desnoods goede sier maakt tegenover de Duitse Bezetter. Na de oorlog tot zijn dood is hij onvoorspelbaar en onberekenbaar door de opgelopen PTSS. Hij sterft op 9 januari 1990 te Bladel.
'De Stamhouder' is tevens de titel van zijn boek. Het betreft de enige zoon van Frans: Alexander, geboren op 13 april 1944 in het half verwoeste ziekenhuis van Poznan. Hij groeit op in Voorburg en later Den Haag, bij zijn grootouders, moeder ook nog 2 maanden bij haar in Palenberg, grootouders en tijdelijk bij zijn vader, voordat laatstgenoemde naar Netersel vertrekt. Hij trekt dan bij zijn oma in op de Catsheuvel. Na een aantal jaren studeren te Leiden en een vrijwillig dienstverband bij het leger, wordt hij journalist en later correspondent te Moskou. Na zijn pensionering deelt hij met de lezers zijn ten boek gestelde familiekroniek in 2014. Met zijn vrouw Ellen maakt hij een nieuwe stamhouder Michiel/Michael. Hij stierf op 28 april 2020 te Den Haag.

## Libris Geschiedenis Prijs
Het werk ontving in 2015 de Libris Geschiedenis Prijs.

## Dramaserie van AVROTROS
Het boek werd bewerkt tot een achtdelige dramaserie De stamhouder. Deze werd in 2023 uitgezonden door omroep AVROTROS. Het verhaal wordt daarin minder chronologisch verteld dan in het boek.